# غازستان (نارستان)
غازستان (بالإنجليزية: Gazestan, Aqda)‏ هي منطقة سكنية تقع في إيران في يزد.